# سینکلر ویکس
سینکلر ویکس (به انگلیسی: Charles Sinclair Weeks) سناتور سابق عضو حزب جمهوری‌خواه ایالات متحده آمریکا بود. وی در سال ۱۹۴۴ میلادی سناتور ایالت ماساچوست در سنای ایالات متحده آمریکا بود.